# Tantou (köpinghuvudort i Kina, Zhejiang Sheng, lat 29,11, long 121,12)
Tantou (kinesiska: 坦头, 坦头镇) är en köpinghuvudort i Kina. Den ligger i provinsen Zhejiang, i den östra delen av landet, omkring 160 kilometer sydost om provinshuvudstaden Hangzhou. Antalet invånare är 30 362. Befolkningen består av 14 689 kvinnor och 15 673 män. Barn under 15 år utgör 20,0 %, vuxna 15-64 år 68 %, och äldre över 65 år 11,0 %.
Runt Tantou är det tätbefolkat, med 411 invånare per kvadratkilometer. Närmaste större samhälle är Tiantai Chengguanzhen, 9,1 km väster om Tantou. I omgivningarna runt Tantou växer i huvudsak blandskog.
Genomsnittlig årsnederbörd är 2 140 millimeter. Den regnigaste månaden är augusti, med i genomsnitt 364 mm nederbörd, och den torraste är januari, med 70 mm nederbörd.